# Anne Zagré
Anne Zagré (ur. 13 marca 1990) – belgijska lekkoatletka burkińskiego pochodzenia, specjalizująca się w sprinterskich biegach przez płotki. Okazjonalnie biega także płaskie 100 metrów oraz występuje w sztafecie 4 × 100 metrów. Rekordzistka Belgii w biegu na 100 metrów przez płotki.
Zdobyła brązowy medal podczas mistrzostw świata kadetów w Ostrawie (2007). Rok później zajęła 5. lokatę w finale biegu na 100 metrów przez płotki w trakcie trwania mistrzostw świata juniorów w Bydgoszczy. Zdobyła złoto mistrzostw Europy juniorów. Bez powodzenia startowała na mistrzostwach świata w Berlinie. Reprezentowała Walonię na igrzyskach frankofońskich, na których to zdobyła brązowy medal. Odpadła w eliminacjach mistrzostw świata w Daegu (2011). Rok później zajęła 5. miejsce podczas mistrzostw Europy w Helsinkach. Dotarła do półfinału igrzysk olimpijskich w Londynie. Podwójna złota medalistka igrzysk frankofońskich w Nicei (2013). W 2014 zajęła 4. miejsce na mistrzostwach Europy w Zurychu. Na kolejnych mistrzostwach w Amsterdamie ponownie wystąpiła w finale, zajmując w nim 5. miejsce.
Złota medalistka mistrzostw Belgii.

## Osiągnięcia
| Rok  | Impreza                               | Miejsce        | Konkurencja                | Lokata      | Wynik |
| ---- | ------------------------------------- | -------------- | -------------------------- | ----------- | ----- |
| 2007 | Mistrzostwa świata juniorów młodszych | Ostrawa        | bieg na 100 m              | ćwierćfinał | 12,01 |
| 2007 | Mistrzostwa świata juniorów młodszych | Ostrawa        | bieg na 100 m przez płotki | 3. miejsce  | 13,58 |
| 2008 | Mistrzostwa świata juniorów           | Bydgoszcz      | bieg na 100 m              | eliminacje  | 11,98 |
| 2008 | Mistrzostwa świata juniorów           | Bydgoszcz      | bieg na 100 m przez płotki | 5. miejsce  | 13,55 |
| 2009 | Mistrzostwa Europy juniorów           | Nowy Sad       | bieg na 100 m przez płotki | 1. miejsce  | 13,21 |
| 2009 | Mistrzostwa świata                    | Berlin         | sztafeta 4 × 100 m         | eliminacje  | 43,99 |
| 2009 | Igrzyska frankofońskie                | Bejrut         | bieg na 100 m przez płotki | 3. miejsce  | 13,37 |
| 2010 | Mistrzostwa Europy                    | Barcelona      | bieg na 100 m przez płotki | eliminacje  | 13,31 |
| 2011 | I liga drużynowych mistrzostw Europy  | Izmir          | sztafeta 4 × 100 m         | 2. miejsce  | 44,49 |
| 2011 | Mistrzostwa świata                    | Daegu          | bieg na 100 m przez płotki | eliminacje  | 13,47 |
| 2012 | Mistrzostwa Europy                    | Helsinki       | bieg na 100 m przez płotki | 5. miejsce  | 13,02 |
| 2012 | Igrzyska olimpijskie                  | Londyn         | bieg na 100 m przez płotki | półfinał    | 12,94 |
| 2013 | I liga drużynowych mistrzostw Europy  | Dublin         | bieg na 100 m przez płotki | 3. miejsce  | 13,33 |
| 2013 | Mistrzostwa świata                    | Moskwa         | bieg na 100 m przez płotki | półfinał    | DQ    |
| 2013 | Igrzyska frankofońskie                | Nicea          | bieg na 100 m przez płotki | 1. miejsce  | 13,41 |
| 2013 | Igrzyska frankofońskie                | Nicea          | sztafeta 4 × 100 m         | 1. miejsce  | 44,70 |
| 2014 | Mistrzostwa Europy                    | Zurych         | bieg na 100 m przez płotki | 4. miejsce  | 12,89 |
| 2015 | Halowe mistrzostwa Europy             | Praga          | bieg na 60 m przez płotki  | eliminacje  | 8,15  |
| 2015 | I liga drużynowych mistrzostw Europy  | Heraklion      | bieg na 100 m przez płotki | 1. miejsce  | 13,03 |
| 2015 | I liga drużynowych mistrzostw Europy  | Heraklion      | sztafeta 4 × 100 m         | 5. miejsce  | 44,95 |
| 2015 | Mistrzostwa świata                    | Pekin          | bieg na 100 m przez płotki | półfinał    | 12,88 |
| 2016 | Mistrzostwa Europy                    | Amsterdam      | bieg na 100 m przez płotki | 5. miejsce  | 12,97 |
| 2016 | Igrzyska olimpijskie                  | Rio de Janeiro | bieg na 100 m przez płotki | półfinał    | DQ    |
| 2017 | Halowe mistrzostwa Europy             | Belgrad        | bieg na 60 m przez płotki  | eliminacje  | DQ    |
| 2017 | I liga drużynowych mistrzostw Europy  | Vaasa          | bieg na 100 m przez płotki | 3. miejsce  | 13,36 |
| 2017 | Mistrzostwa świata                    | Londyn         | bieg na 100 m przez płotki | półfinał    | 13,34 |
| 2019 | Mistrzostwa świata                    | Doha           | bieg na 100 m przez płotki | półfinał    | DQ    |
| 2021 | Halowe mistrzostwa Europy             | Toruń          | bieg na 60 m przez płotki  | półfinał    | 8,08  |
| 2021 | I liga drużynowych mistrzostw Europy  | Kluż-Napoka    | bieg na 100 m przez płotki | 2. miejsce  | 12,87 |
| 2021 | Igrzyska olimpijskie                  | Tokio          | bieg na 100 m przez płotki | półfinał    | 12,78 |
| 2022 | Halowe mistrzostwa świata             | Belgrad        | bieg na 60 m przez płotki  | półfinał    | 8,08  |
| 2022 | Mistrzostwa świata                    | Eugene         | bieg na 100 m przez płotki | eliminacje  | 13,25 |
| 2022 | Mistrzostwa Europy                    | Monachium      | bieg na 100 m przez płotki | półfinał    | 13,12 |
| 2023 | Halowe mistrzostwa Europy             | Stambuł        | bieg na 60 m przez płotki  | półfinał    | 8,08  |

## Rekordy życiowe
- Bieg na 60 metrów (hala) – 7,43 (2011)
- Bieg na 60 metrów przez płotki (hala) – 7,98 (2017)
- Bieg na 100 metrów – 11,42 (2012)
- Bieg na 100 metrów przez płotki – 12,71 (2015) – rekord Belgii